# Kofiniotis
Kofiniotis is een geslacht van hooiwagens uit de familie Trogulidae (Kaphooiwagens).
De wetenschappelijke naam Kofiniotis is voor het eerst geldig gepubliceerd door Roewer in 1940. 

## Soorten
Kofiniotis is monotypisch en omvat slechts de volgende soort:
- Kofiniotis creticus